# Mistrzostwa Panamerykańskie w Zapasach 1986
Mistrzostwa panamerykańskie w zapasach odbywały się w Colorado Springs od 18 do 20 września.  W tabeli medalowej tryumfowali zapaśnicy z USA.

## Tabela medalowa
|   | Państwo           |    |    |    | Razem: |
| - | ----------------- | -- | -- | -- | ------ |
| 1 | Stany Zjednoczone | 11 | 3  | 6  | 20     |
| 2 | Kuba              | 7  | 9  | 2  | 18     |
| 3 | Kanada            | 2  | 3  | 7  | 12     |
| 4 | Meksyk            | 0  | 2  | 2  | 4      |
| 5 | Peru              | 0  | 2  | 1  | 3      |
| 6 | Brazylia          | 0  | 1  | 0  | 1      |
| 7 | Panama            | 0  | 0  | 1  | 1      |
|   | razem:            | 20 | 20 | 19 | 59     |

## Wyniki

### W stylu klasycznym
| Waga   | złoty                 | srebrny          | brązowy         |
| ------ | --------------------- | ---------------- | --------------- |
| 48 kg  | Reinaldo Jiménez      | Robert Sterriker | Miguel Irene    |
| 52 kg  | Pedro Roque Favier    | Juan Cortés      | Lewis Dorrance  |
| 57 kg  | Amadoris González     | Robert Hermann   | Ramón Meña      |
| 62 kg  | Andrés Alexis Jiménez | Gonzalo Koo      | Ike Anderson    |
| 68 kg  | Doug Yeats            | Alfredo Bicet    | Andy Seras      |
| 74 kg  | Víctor Romero         | Rick Dove        | Jim Miller      |
| 82 kg  | Chris Catalfo         | Juan Conde       | Gianni Buono    |
| 90 kg  | Guillermo Cruz        | Jose Sousa       | Michael Carolan |
| 100 kg | James Johnson         | Héctor Milián    | Steve Marshall  |
| 130 kg | Arturo Díaz           | Craig Pittman    | Miguel Zambrano |

### W stylu wolnym
| Waga   | złoty          | srebrny           | brązowy               |
| ------ | -------------- | ----------------- | --------------------- |
| 48 kg  | Philip Ogan    | Alfredo Leyva     | ----                  |
| 52 kg  | Jack Cuvo      | Víctor Díaz       | Gabriel Mendez        |
| 57 kg  | Ken Chertow    | Robert Dawson     | Rafel Torres Agramont |
| 62 kg  | Jack Nishikawa | Ray E.Ramírez     | John Loomis           |
| 68 kg  | John Giura     | Mimmo Marrello    | Lazaro Lazo           |
| 74 kg  | Nate Carr      | Galdino Rodríguez | Ken Bradford          |
| 82 kg  | Jon Lundberg   | Orlando Hernández | Gregory Edgelow       |
| 90 kg  | Duane Goldman  | Roberto Limonta   | Serge Marcil          |
| 100 kg | Dan Severn     | Rafael Gómez      | John Hartung          |
| 130 kg | Morris Johnson | Alexis Videaux    | Gavin Carrow          |